# Martín Almada
Pour les articles homonymes, voir Almada (homonymie).
Martín Almada, né le 30 janvier 1937 à Puerto Sastre dans le département de l'Alto Paraguay et mort le 30 mars 2024 à Asuncion, est un écrivain et avocat paraguayen, également militant des droits de l'homme. Il contribua à la découverte des Archives de la terreur.

## Biographie

### Jeunesse et formation
Martín Almada doit vendre des pâtisseries dans la rue durant son enfance afin d'aider sa famille à subsister. Il parvient à mener à bien ses études et sort diplômé de l'université nationale d'Asuncion (es) en 1963. Il devient enseignant et épouse une collègue, Celestina Pérez. Ensemble ils fondent l'institut Juan Baustista Alberdi à San Lorenzo, près d'Asuncion.
Almada s'engage dans le syndicalisme, étant proche de la « pédagogie des opprimés » de l’éducateur brésilien Paulo Freire. Il poursuit également des études de droit à l'université nationale et obtient son diplôme d'avocat en 1968. Grâce à une bourse, il part en Argentine étudier à l'université nationale de La Plata. En 1974, il obtient un doctorat en éducation. Sa thèse, titrée Paraguay: Educación y Dependencia, attire l'attention de la police paraguayenne. Le régime militaire d'Alfredo Stroessner, au pouvoir depuis le coup d'État du 4 mai 1954, le classe comme « terroriste intellectuel ».

### Emprisonnement
Martín Almada est arrêté en 1974 dans le cadre de l'opération Condor, menée par les gouvernements militaires d'Amérique latine. Il est torturé durant un mois, subissant le supplice du « tejurugudi » – fouet dont on pare les lanières d’embouts métalliques,,. Son épouse Celestina Pérez de Almada meurt à l'âge de 33 ans, d’un arrêt cardiaque, durant son incarcération. Les geôliers téléphonaient à sa femme pour lui faire écouter ses cris durant les séances de torture, lui ont fait parvenir ses vêtements tachés de sang et l'ont invité à venir récupérer son cadavre après avoir prétendu qu'il était mort. Almada est envoyé à la prison de l'Emboscada où il est détenu durant trois ans. Il mène une grève de la faim de 30 jours et des ONG, notamment Amnesty International, font pression pour obtenir sa libération, qui survient en 1977,.

### Exil et retour au Paraguay
Martín Almada quitte le pays accompagné de ses trois enfants et de sa mère. Il vit au Panama avant de s'établir en France et de rejoindre l'UNESCO. Il raconte sa détention dans son livre Paraguay, la cárcel olvidada: el país exiliado. Il retourne au Paraguay après l'établissement d'un régime démocratique en 1992. En décembre de la même année, il découvre cinq tonnes d'archives secrètes de la police politique dans des bâtiments désaffectés de Lambaré, en périphérie d'Asuncion. Les documents mettent au jour l'existence de l'opération Condor et sont désignés sous le nom d'« archives de la terreur »,. En 1993, Almada fonde la Commission nationale des droits de l'homme.
En 1997, Martín Almada est décoré par l'association argentine des grands-mères de la place de Mai (Abuelas de Plaza de Mayo). Le prix Nobel alternatif lui est décerné en 2002. Il est membre du comité de parrainage du tribunal Russell sur la Palestine dont les travaux ont commencé le 4 mars 2009.
En 2020, après huit années d'enquête, le journaliste français Pablo Daniel Magee lui consacre l'ouvrage Opération Condor, un homme face à la terreur en Amérique latine, préfacé par le cinéaste Costa Gavras et publié à Paris aux éditions Saint-Simon. À la suite de la parution du livre de Magee, Martín Almada est décoré de l'ordre national de la Légion d'honneur par le président de la République française Emmanuel Macron le 6 décembre 2021.

## Publications
- Opération Condor, Paris, Saint-Simon, 2020, 378 p. (ISBN 978-2-37435-025-7)
- Pundonoroso/Honorablissime, Asunción, Servilibro, 2021, 117 p. (ISBN 978-99925-254-1-8)

### Archives
Une petite partie des archives de la terreur, un rouleau de microfilms de 1 200 images, est conservée à La contemporaine dans le fonds Martín Almada. Ce corpus a été amené en France en 2000 par le sociologue Alain Touraine. Le fonds originel des archives de la terreur est conservé au Centre de documentation des droits de l’Homme dans le palais de justice d'Asunción.